# Haroldius modestus
Haroldius modestus är en skalbaggsart som beskrevs av Emile Janssens 1953. Haroldius modestus ingår i släktet Haroldius och familjen bladhorningar. Inga underarter finns listade i Catalogue of Life.